# Umanità Nova
La Umanità Nova és un diari anarquista, fundat al febrer de 1920 per Errico Malatesta. La primera seu va ser a Milà i més tard es va traslladar a Roma després de l'incendi] de la tipografia i de la redacció a les mans dels feixistes. Era un diari italià de l'anarquisme social, dels moviments llibertaris, antiautoritari, anticlerical, del món del treball i del sindicalisme de base, d'acció directa, de les lluites comunitàries, espais socials i camins autogestionats. A la nit entre els dies 23 i 24 de març de 1921 la redacció va patir un incendi realitzat per un grup feixista, com immediata represàlia de la «massacre teatre Diana» -incendi del Kursaal Diana de Milà-, que havia tingut lloc unes hores abans.
Va tindre una edició diària fins a l'any 1922, quan va ser tancat pel règim feixista. En algunes bandes d'Itàlia el seu tiratge va superar el del diari històric Avanti! del Partit Socialista Italià. En una carta d'Anna Kuliscioff a Filippo Turati, la primera estima la difusió del diari en 100 000 còpies, mentre que al mateix període la circulació d'Avanti! va ser de 70 000 exemplars.
A la caiguda del règim, el 1945, la publicació del diari es va reprendre, aquesta vegada en forma de setmanari. Actualment Umanità Nova és el medi escrit de la Federació Anarquista Italiana.